# Butch le bouledogue
Pour les articles homonymes, voir Butch.
Butch le bouledogue est un personnage de fiction de l'univers de Mickey Mouse créé en 1940 par les studios Disney. C'est le pire ennemi de Pluto, qu'il s'agisse d'amour ou de nourriture. Son côté « macho » et « grosse brute » ne laisse pas à l'occasion insensibles les "flirts" officiels de Pluto, Fifi le pékinois et Dinah le teckel.
Butch apparaît dans 11 courts métrages.
Il entretient une certaine ressemblance avec Spike, le rival de Droopy dans les dessins animés de Tex Avery, et un autre Spike (appelé aussi "Killer" ou "Butch"), l'ennemi de Tom le chat dans la série Tom et Jerry.

## Filmographie
- 1940 : Pluto a des envies (Bone Trouble)
- 1942 : Un os pour deux (T-Bone for Two)
- 1945 : Casanova canin (Canine Casanova) où Butch fait une courte apparition dans une cage de la fourrière
- 1946 : Le Petit Frère de Pluto (Pluto's Kid Brother)
- 1946 : Pluto détective (The Purloined Pup)
- 1947 : Ça chauffe chez Pluto (Pluto's Housewarming)
- 1947 : Figaro and Frankie où Butch est opposé exceptionnellement au chat Figaro
- 1948 : Pluto's Purchase
- 1949 : Pluto's Sweater
- 1950 : Les Amours de Pluto (Pluto's Heart Throb)
- 1950 : Pluto acrobate (Wonder Dog)
- 1999-2000 : Mickey Mania (Mickey Mouse Works) série télévisée
- 2001-2002 : Disney's tous en boîte (Disney's House of Mouse) série télévisée
- 2006-2014 : La Maison de Mickey (Mickey Mouse Clubhouse) (série télévisée)
- 2017-En cours : Mickey et ses amis : Top Départ ! (Mickey Mouse Mixed-Up Adventures) (série télévisée)
- 2020-En cours : Le Monde Merveilleux de Mickey (The Wonderful World of Mickey Mouse) (série télévisée)
- 2021-En cours : Les Aventures au Parc de Tic et Tac (Chip 'n' Dale: Park Life) (série télévisée)